# Taebaek
Taebaek (în coreeană 태백시) este un oraș în sud-estul provinciei Gangwon-do, Coreea de Sud. Se află în munții Taebaek, care formează coloana vertebrală a Peninsulei Coreeane. De acolo izvorăsc cele două râuri principale ale Coreei de Sud, Naktong și Han din sud (Namhangang). Este un fost oraș minier.
Orașul este împărțit în patru sectoare: Hwangji-dong, Jangseon-dong, Ceolam-dong și Tong-ri.